# Херсонський морський коледж
Морський коледж Херсонської державної морської академії — колишнє Херсонське морехідне училище. Навчальний заклад Міністерства освіти і науки України, який знаходиться за адресую проспект Незалежності, будинок 14.
Перед початком повномасштабного вторгнення морський коледж використовував такі корпуси: корпус № 2 (вулиця Перекопська, 14), корпус № 3 (вулиця Старообрядницька, 19) і корпус № 4 разом з гуртожитком (вулиця Небесної Сотні).

## Історія
20 лютого 1834 року за клопотанням графа Воронцова та резолюцією імператора Миколи І в місті Херсон було відкрито училище торговельного мореплавства. Указ проголошував: 
«Метою цього навчального закладу є підготовка молодих людей, по-перше, у штурмани та шкіпери на приватні купецькі морські судна, а по-друге, у будівельники комерційних суден…».
Спочатку розташовувалося в колишньому шляховому палаці Катерини II, раніше скасованому Херсонському адміралтействі, за клопотанням графа Воронцова.
Для розміщення новоствореного училища було передано три будинки колишнього адміралтейства. Контингент училища формувався з 24-х вихованців 14-17-річного віку — переважно з дітей купців і міщан, що мешкали на півдні України та в Криму. Термін навчання в училищі складав 4 роки. Особливістю новоствореного морського навчального закладу була змішана форма фінансування.
Крім вихованців на казенному утриманні, штатом передбачалося навчання ще 10-14-ти осіб за власні кошти та декілька вільних слухачів з числа моряків-практикантів. Претенденти для вступу до училища повинні були вміти читати та писати, знати 4 правила арифметики, а також бути міцної статури, без тілесних недоліків і виховані «У страху Божому і добрій моральності».
До програми училища, крім загальноосвітніх і спеціальних предметів, входили іноземні мови: грецька, турецька, італійська, німецька, французька.
Училище було закритого типу і знаходилося у казарменому стані, тому вихованці не відпускалися додому до закінчення повного курсу.
Після закінчення училища відмінники отримували звання штурмана, решта вихованців — помічника. Тих, що відзначилися, нагороджували книгами, морським інструментом, срібними великими та малими медалями.
Першому в Україні морському навчальному закладу випала доля організаторів фахової підготовки національних морських кадрів і своїми випускниками замінювати іноземних шкіперів. Вже до кінця ХІХ століття вихованці Херсонського училища повністю замінили у Чорному морі іноземних штурманів і шкіперів.
З роками формувалися традиції морського закладу, зростала його популярність серед молоді.
З 1 грудня 1872 року училище розміщувалося в двох орендованих будинках П. Лалікуля та О. Розенталя. Також з цього року воно підвищилося до морехідних класів II розряду підготовки штурманів і перебувало у віданні Міністерства торгівлі та промисловості.
З 1880-го до 1882 року йшла споруда власного будинку училища, яку, у зв'язку з 25-річчям царювання Олександра II, назвали на його честь. До 1896-го року кількість учнів зросла до 90 осіб.
1 липня 1903 навчальний заклад стає морехідним училищем дальнього плавання з 3-річним навчанням кадетів віком від 17-ти до 24-х років. У цьому ж році введено формений одяг для кадетів і викладачів. Згідно з указом від 10 травня 1904 року, з 1905 року училище отримало назву «Херсонське морехідне училище далекого плавання імені Імператора Олександра II».
У квітні 1919 року була проведена невдала спроба реорганізації училища в факультет Херсонського політехнічного інституту. У 1920 році училище було ліквідовано, на його базі організовано технікум водного транспорту, який в 1922 році став профшколою, а 3 липня 1922 року — знову технікумом.
27 грудня 1922 року Раднаркомом УРСР і Херсонським облвиконкомом технікуму дано назву: Херсонський робочий технікум водного транспорту (Рабтехнікум Водтранса). У 1931 році установа отримує нову триповерхову будівлю, зруйновану нацистами в 1942 році.
5 березня 1944 року вийшла постанова Державного комітету оборони «Про заходи з підготовки командних кадрів морського флоту» та технікум знову перейменовується в Морехідне училище ММФ СРСР, однак, тимчасово розміщеного в будівлі школи № 20.
Нову будівлю училище отримує в 1953 році. 14 березня 1970 року постановою Ради міністрів УРСР Херсонському морехідному училищу Міністерства морського флоту присвоєно ім'я лейтенанта П. П. Шмідта. У 1984 році училище нагороджується орденом Дружби народів.
У 1996 році училище стає Херсонським морським коледжем II рівня акредитації Міністерства освіти і науки України.
У 2007 році за розпорядженням Кабінету Міністрів України від 13 червня 2007 р. № 414-р та наказом Міністерства освіти і науки України № 500 від 16.06.2007 р. на базі діючого морського коледжу і приватного морського інституту створено Вищий навчальний заклад «Херсонський державний морський інститут».
У 2022 році під час окупації Херсону російськими військами Херсонський морський коледж був евакуйований до Дунайського інституту водного транспорту в Ізмаїлі. Понад половина абітурієнтів успішно виїхали з окупованої території.
26 серпня 2023 року вночі, внаслідок обстрілу території міста російськими військами з лівого берега, сильно пошкоджена будівля корпусу номер 3, розташована на розі проспекту Незалежності та вулиці Старообрядницька. На фасаді будівлі з'явилася велика тріщина.
15 червня 2011 року Кабінетом Міністрів України прийнято розпорядження «Про утворення Херсонської державної морської академії».
Внаслідок обстрілу території міста російськими військами з лівого берега 2 липня 2024 року, приблизно о 01:10, у будівлі корпусу номер 2, що знаходиться на розі проспекту Незалежності та Перекопської вулиці, спалахнула пожежа. У результаті повністю вигоріли три поверхи.

## Діяльність
За всі роки існування в Херсонському морському закладі підготовлено понад 45 тисяч морських фахівців. Серед них більше трьох тисяч капітанів далекого плавання, понад 2 тисячі головних механіків, близько тисячі електромеханіків, стільки ж начальників радіостанцій сучасних морських суден.
Серед випускників — 10 Героїв, 9 адміралів, 2 генерали, 3 письменники, 3 лауреати Державної премії СРСР, 12 учених, 3 начальники пароплавства, 4 начальники портів, 2 директори судноремонтних заводів, 2 начальники морських училищ, 2 заступники міністрів морського флоту СРСР, а також заслужені вчителі України, автори підручників для морехідних училищ СРСР.
Імена випускників Херсонського морського закладу присвоєно 32-м суднам торговельного флоту.